# Jacques Nafouri
Jacques Nafouri é um ex-futebolista das Novas Hébridas (atual Vanuatu) que jogava como atacante. Jogou pela seleção nacional.

## Carreira internacional
Jacques fez parte do selecionado neohebridiano para a Copa das Nações da OFC de 1973. Jogou sua primeira partida contra a Nova Caledônia, em 18 de fevereiro de 1973, que terminou em derrota por 4 gols a 1.